# Clorură de magneziu
Clorura de magneziu este o sare a magneziului cu acidul clorhidric cu formula chimică MgCl2. Formează hidrați prin includerea apei în rețeaua cristalină.
Este importantă pentru nutriția plantelor.